# فيك دارتشينيان
فيك دارتشينيان (بالأرمنية: Վախթանգ Դարչինյան) (بالإنجليزية: Vic Darchinyan) مواليد 7 يناير 1976 في وانادزور، الجمهورية الأرمينية السوفيتية الاشتراكية، الاتحاد السوفيتي، هو ملاكم أرمني يصنف ضمن فئة وزن الريشة. حقق بطولة رابطة الملاكمة العالمية وبطولة المجلس العالمي للملاكمة وبطولة الاتحاد الدولي للملاكمة. شارك في دورة الألعاب الأولمبية الصيفية.

## إحصائيات
خاض خلال مسيرته 51 نزالا، فاز في 42 وتعادل في 1 وخسر في 8. فاز بالضربة القاضية في 31 نزالا.

## وصلات خارجية
- فيك دارتشينيان على موقع بوكس ريك (الإنجليزية) (registration required)
- فيك دارتشينيان على موقع أوليمبيديا (الإنجليزية)
- الموقع الرسمي